# Aspern Nord metróállomás
Aspern Nord egy metróállomás Bécsben a bécsi metró U2-es vonalán.

## Szomszédos állomások
A metróállomáshoz az alábbi állomások vannak a legközelebb:
- Hausfeldstraße
- Seestadt

## Átszállási kapcsolatok
| U2 (Schottentor ↔ Seestadt) |                             |                         |
| Állomás                     | Átszállási kapcsolatok      | Fontosabb létesítmények |
| Aspern Nord                 | S80 84A, 89A, 95A, 99A, 99B |                         |